# Физико-географическая область
Физико-географическая область или Область физико-географическая — часть физико-географической страны, расположенная в пределах одной природной зоны.

## История
В периоды развития цивилизаций человечество стало развивать различные науки, в том числе и географию (греч., изображение или описание земли), и позднее физическую географию. Обширные территории мира, в том числе и Руси (России), представляли такое разнообразие как естественных (физико-географических, климатических и так далее), так и культурных условий, и различными географами было принято для их изучения разделить землю на части света, материки, земли (края, страны), области и районы, представляющие большее однообразие (однородность) тех и других естественных и культурных условий, на изучаемых территориях мира (землях, краях, странах, регионах и так далее).
Физико-географическая область имеет морфоструктурную и литологическую однородность. Нередко обособляется морем (полуостров) или выделяется в виде хребта, возвышенности, низменности, котловины и прочего. Физико-географическая область является единицей второго порядка (после физико-географической страны), выделяемой при азональном физико-географическом районировании.
Примерами физико-географических областей являются Южная Индия, Полярный Урал, Тибетское нагорье, Южно-Сибирская физико-географическая область и другие.
В некоторых энциклопедиях для ознакомления читателя публиковались физико-географические очерки для тех или иных территорий, например в 1-м издании Большой советской энциклопедии, Руссвики — Физико-географический очерк Москвы и так далее.